# كليم إل. شافر
كليم إل. شافر هو سياسي أمريكي، ولد في 22 يناير 1867 في مقاطعة ماريون في الولايات المتحدة، وتوفي في 1 سبتمبر 1954 في مانينغتون في الولايات المتحدة. نشط حزبياً في الحزب الديمقراطي.